# Батумський ботанічний сад
Бату́мський ботані́чний сад — ботанічний сад субтропічних рослин, який розташований на Зеленому Мисі (село Мтсване Контсхі) Чорноморського узбережжя, майже біля кордону з Туреччиною, за 9 кілометрів від Батумі. Сад займає площу в 100 гектарів.

## Історія
Створення саду пов'язане з іменем ботаніка-географа, мандрівника Краснова Андрія Миколайовича (1862—1914). Краснов був другом В. І. Вернадського. А. М. Краснов подорожував по Японії, Китаю, Індії, Яві, Цейлоні, Єгипті, Мексиці, Каліфорнії та Гавайських островах (США), й одного разу повертаючись з подорожі, він привіз для посадки біля Батумі в державному (удільному) маєтку Чакві, «дванадцять дарів Сходу»: чайний кущ, мандаринове дерево, хурму, бамбук будівельний; оливкове, лакове, воскове, паперове дерева; рамі, ямс, таро, леспедзу. Через 12 років, у 1909 році, він приїхав у Чакву і був вражений, як виросли привезені ним «дари Сходу».

Дендрарій ботанічного саду

Він звертався в міністерства, писав багато статей про необхідність створення Субтропічного ботанічного саду. Ось уривок його статті «Сон на Чорному морі»:

«Батумське узбережжя — це єдиний пункт нашої батьківщини, де є можливість вирощувати рослини таких країн, як Нова Зеландія, Чилі, Південно-Східна Австралія, Гімалаї, Японія, Флорида … Те, що розводиться в опалювальних оранжереях, тут може розводитись просто неба, відтворюючи природні угруповання рослин і даючи можливість наукових спостережень за ними в природних умовах. Є можливість бачити всю природу вищеназваних країн, які можна перенести в сад Батумського узбережжя».

Пройшло два роки, і свій замисел А. М. Краснов здійснив: 3 листопада 1912 року було закладено Батумський ботанічний сад.
Вчений, у Новозеландському відділі Батумського саду вирощував взірцеве поле новозеландського льону (нагадує півники), вирощував драцени, подокарпус (деревину використовують для будівель, розрахованих на віка), в Американському — культуру пеканів, солодкої картоплі, цукрового клену, тютюну і американських коренеплодів, чилійська араукарія; в тропічному відділі — хну, каву, тропічні фрукти та ін.; в Середземноморському — олеандри, буки з темно-фіолетовим листям; були створені відділи Австралії (евкаліпти), Гімалаїв (рододендрони, барбарис, чайний кущ, бруслини тощо) Японії та Китаю (декоративні вишні, японська криптомерія, колекція кленів, камфорне дерево, японська модрина, магнолія, самшит, падуб, бамбук, гліцинія, іліціум, тунг, китайське мильне дерево, японські декоративні банани (мають листя завдовжки 3 метри)), Мексики (кактуси, агави, опунції, цереуси, ехінокактуси, сосни Монтесуми), Колхідський заповідник. Кожен відділ займав від двох до вісьми гектарів, а Колхідський — 11.
Гімалайський відділ знаходиться на горі. Евкаліпти, станом на 1964 рік досягали 60-річного віку, а з 52 видів їх залишилось 28 станом на цей рік. Рослини вимерзли.
З Англійського ботанічного саду в К'ю було прислано 300 рослин, із Гімалайського ботанічного саду в Даружілінгу — 70 видів, із США — насіння і саджанці субтропічних культур. На ряду з цим царською адміністрацією на початкову організацію було відпущено лише 3 тисячі рублів.
Батумський ботанічний сад знаходиться під керівництвом Академією наук Грузії, але починаючи з 2006 року став незалежною установою.